# 加龙河畔图阿尔
加龍河畔图阿尔（法語：Thouars-sur-Garonne，法語發音：[twaʁ syʁ ɡaʁɔn]）是法国洛特-加龙省的一个市镇，位于该省中南部，属于内拉克区。

## 地理
加龙河畔图阿尔（44°15'9"N, 0°20'8"E）面积4.03 平方千米，位于法国新阿基坦大区洛特-加龍省，该省份为法国西南部内陆省份，北起多爾多涅省，西接吉倫特省和朗德省，南至热尔省，东临塔恩-加龙省和洛特省。
与加龙河畔图阿尔接壤的市镇（或旧市镇、城区）包括：艾吉永、维亚讷、巴伊斯河畔比泽、弗加罗勒、圣玛丽港。

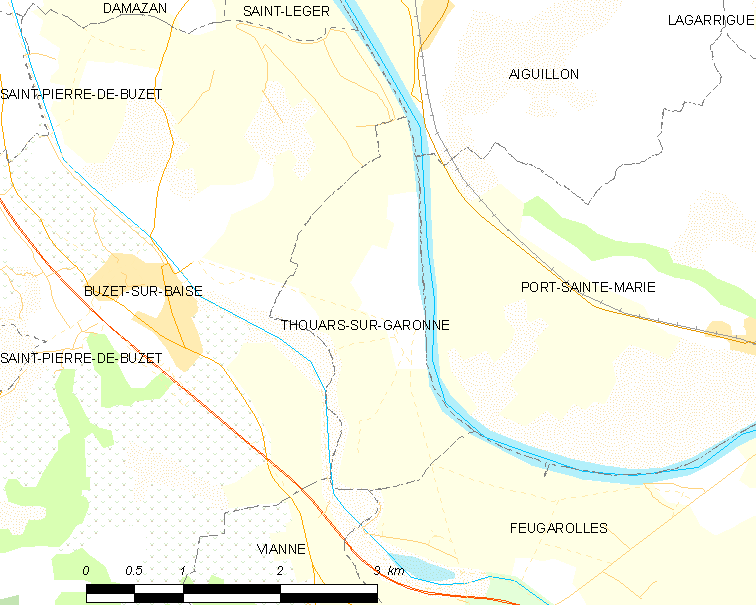
加龙河畔图阿尔的OSM定位图

加龙河畔图阿尔的时区为UTC+01:00、UTC+02:00（夏令时）。

## 行政
加龙河畔图阿尔的邮政编码为47230，INSEE市镇编码为47308。

## 政治
加龙河畔图阿尔所属的省级选区为拉瓦达克县。

## 人口

1962-2008年间加龙河畔图阿尔人口变化图示

加龙河畔图阿尔于2022年1月1日时的人口数量为225人。